# Ernest Lundeen
Ernest Lundeen (Beresford, 4 agosto 1878 – Lovettsville, 31 agosto 1940) è stato un politico statunitense. È stato senatore e rappresentante al Congresso americano.
Lundeen nacque e crebbe nella fattoria di suo padre a nel Dakota del Sud. Il padre, C. H. Lundeen, fu pioniere del luogo e si distinse all'interno della sua comunità nello sviluppo delle istituzioni locali. La maggior parte dei fratelli e delle sorelle di Ernest Lundeen morirono durante un'epidemia di difterite durante gli anni '80 del XIX secolo. Nel 1896, Lundeen e la sua famiglia si trasferirono a Harcourt, nell'Iowa e poi nel Minnesota. Lundeen si laureò presso il Carleton College di Northfield, in Minnesota, nel 1901 e, in seguito, studiò giurisprudenza presso la University of Minnesota Law School. Nel 1906, fu ammesso al bar giuridico.
Lundeen servì nell'Esercito degli Stati Uniti durante la guerra ispano-americana. Fu membro della Camera dei rappresentanti del Minnesota dal 1911 al 1914. In seguito fu eletto, con il partito repubblicano, alla Camera dei rappresentanti degli Stati Uniti, dal 1917 al 1919. Come Rappresentante, fu tra i cinquanta congressisti a votare contro la dichiarazione di guerra contro la Germania il 6 aprile 1917. Fu eletto altre due volte alla Camera dei rappresentanti con il partito Contadino-Laburista. Con lo stesso partito, fu eletto al Senato degli Stati Uniti nel 1936. Fu senatore dal 1937 fino al giorno della sua morte.
Nel pomeriggio del 31 agosto 1940, Lundeen era uno dei passeggeri del volo 19 della Central Pennsylvania Airlines, in volo da Washington a Detroit. L'aereo, un Douglas DC-3, volò in turbolenza a causa di un temporale. L'aereo precipitò nei pressi di Lovettsville, in Virginia, e tutte le 25 persone a bordo rimasero uccise.